# 1141
1141 (MCXLI) a fost un an obișnuit al calendarului iulian.

## Evenimente
- 2 februarie: Bătălia de la Lincoln. Matilda, cu sprijinul contelui Robert de Gloucester, reia puterea în Anglia de la regele Ștefan I, care este capturat și închis la Bristol.
- 8 aprilie: Matilda este recunoscută ca regină a Angliei și a Normandiei de către conciliul de la Winchester.
- 9 septembrie: Bătălia de la Qatwan (în apropiere de Samarkand). Înfrânt, selgiucidul Sanjar este izgonit din Transoxania și Afghanistan de către mongolii kara-khitani, cu sprijinul turcilor oguzi.
- 14 septembrie: Bătălia de la Winchester. Regina Matilda reușește să fugă din oraș, însă conducătorul trupelor sale, Robert de Gloucester, este capturat de fidelii lui Ștefan I.
- 1 noiembrie: În urma unei înțelegeri, contele Robert de Gloucester este eliberat, iar Matilda îi cedează tronul lui Ștefan I.

### Nedatate
- noiembrie: Tratatul de la Shaoxing: dinastiile Jin și Song de sud din China încheie pacea, jurchenii primind un consistent tribut anual; împăratul Song Gaozong lasă întreg teritoriul de la nord de fluviul Huanghe în stăpânirea jurchenilor.
- Începe cucerirea Normandiei de către Geoffroi Plantagenet, conte de Anjou.
- Kara-khitanii invadează Horezmul.
- Primii coloniști germani (cunoscuți mai târziu sub denumirea de sași) sunt stabiliți în Transilvania de către regii Ungariei.
- Se înființează compania italiană Ricasoli, de producere a vinului.
- Sultanul selgiucid Sanjar din Transoxania intervine în sprijinul suveranului karakhanizilor, însă este înfrânt de către hanul kara-khitailor, Ye-liu Ta-che.

## Arte, științe, literatură și filozofie
- Petru Venerabilul, abate de Cluny, traduce Coranul în limba latină.

## Înscăunări
- 16 februarie: Geza al II-lea, rege al Ungariei (1141-1161).
- 8 aprilie: Matilda, regină a Angliei (1141)
- 25 decembrie: Etienne de Blois, revenit pe tronul Angliei ca Ștefan I (1141-1154).

## Nașteri
- 20 aprilie sau 27 mai: Myōan Eisai, călugăr budist japonez (d. 1215).

### Nedatate
- aprilie sau mai: Malcolm al IV-lea, rege al Scoției (d. 1165).
- Nizami, poet persan (d. 1209).

## Decese
- 11 februarie: Hugue de Saint-Victor, filosof și teolog francez (n.c. 1078).
- 13 februarie: Bela al II-lea, rege al Ungariei (n. 1109).
- 21 aprilie: Pierre Abélard, filosof, logician, teolog francez (n. 1079).
- 18 octombrie: Leopold al IV-lea, margraf de Austria și duce de Bavaria (ca Leopold I), (n.c. 1108).
- Alberic de Reims, arhiepiscop de Bruges (n. 1085).
- Imam al-Mazari, jurist arab (n. 1061).
- Yehuda Halevi, medic, poet și filosof evreu (n.c. 1075).